# Campeonato Brasileiro de Futebol de 1989
O Campeonato Brasileiro de Futebol de 1989 foi a 34.ª edição do Campeonato Brasileiro e foi vencido pelo Vasco, que repetiu o feito de 1974 e conquistou o seu segundo título nacional. Entre 1988 e 1989, o nome oficial Copa Brasil foi alterado pela CBF recebendo pela primeira vez o nome definitivo de Campeonato Brasileiro.
Foi mantida a ideia do ano anterior, de descenso de quatro clubes e acesso de apenas dois, o que deixaria o campeonato de 1990 com o número considerado ideal de 20 clubes. Foi criado um "Torneio da Morte", a ser disputado entre os seis últimos colocados da primeira fase, de onde sairiam os quatro rebaixados.
Na última rodada da primeira fase (21 e 22 de outubro), vários clubes disputavam as últimas vagas do grupo B, mas apenas o jogo entre Coritiba e Santos estava marcado para o sábado. O Coritiba conseguiu uma liminar na justiça garantindo que o seu jogo acontecesse no domingo, no mesmo dia e horário dos demais jogos decisivos. A CBF cassou a liminar, mas esta informação teria chegado à Federação Paranaense de Futebol após o horário de expediente. O Coritiba não compareceu ao estádio no horário anteriormente marcado, e por isso foi punido pelo Tribunal de Justiça Desportiva da CBF com a derrota, a perda de mais 5 pontos e a eliminação sumária do campeonato, com o consequente rebaixamento para a Série B no ano seguinte.
Assim, apenas cinco clubes disputaram o "torneio da morte", sendo rebaixados Atlético Paranaense, Guarani e Sport (além do Coritiba).

## Participantes
| Equipe              | Cidade         | Estado | Em 1988      | Estádio (mando)  | Título(s)                                  |
| ------------------- | -------------- | ------ | ------------ | ---------------- | ------------------------------------------ |
| Atlético Mineiro    | Belo Horizonte | MG     | 10º          | Mineirão         | 2 (1937, 1971)                             |
| Atlético Paranaense | Curitiba       | PR     | 19º          | Pinheirão        | 0 (não possui)                             |
| Bahia               | Salvador       | BA     | 1º           | Fonte Nova       | 2 (1959, 1988)                             |
| Botafogo            | Rio de Janeiro | RJ     | 18º          | Maracanã         | 1 (1968)                                   |
| Corinthians         | São Paulo      | SP     | 15º          | Pacaembu         | 0 (não possui)                             |
| Coritiba            | Curitiba       | PR     | 12º          | Couto Pereira    | 1 (1985)                                   |
| Cruzeiro            | Belo Horizonte | MG     | 8º           | Mineirão         | 1 (1966)                                   |
| Flamengo            | Rio de Janeiro | RJ     | 6º           | Maracanã         | 3 (1980, 1982, 1983)                       |
| Fluminense          | Rio de Janeiro | RJ     | 3º           | Maracanã         | 2 (1970, 1984)                             |
| Goiás               | Goiânia        | GO     | 13º          | Serra Dourada    | 0 (não possui)                             |
| Grêmio              | Porto Alegre   | RS     | 4º           | Olímpico         | 1 (1981)                                   |
| Guarani             | Campinas       | SP     | 14º          | Brinco de Ouro   | 1 (1978)                                   |
| Internacional-SP    | Limeira        | SP     | 1º (Série B) | Limeirão         | 0 (não possui)                             |
| Internacional       | Porto Alegre   | RS     | 2º           | Beira-Rio        | 3 (1975, 1976, 1979)                       |
| Náutico             | Recife         | PE     | 2º (Série B) | Aflitos          | 0 (não possui)                             |
| Palmeiras           | São Paulo      | SP     | 16º          | Parque Antártica | 6 (1960, 1967, 1967 RGP, 1969, 1972, 1973) |
| Portuguesa          | São Paulo      | SP     | 9º           | Canindé          | 0 (não possui)                             |
| Santos              | Santos         | SP     | 17º          | Vila Belmiro     | 6 (1961, 1962, 1963, 1964, 1965, 1968 RGP) |
| São Paulo           | São Paulo      | SP     | 11º          | Morumbi          | 2 (1977, 1986)                             |
| Sport Recife        | Recife         | PE     | 7º           | Ilha do Retiro   | 1 (1987)                                   |
| Vasco da Gama       | Rio de Janeiro | RJ     | 5º           | São Januário     | 1 (1974)                                   |
| Vitória             | Salvador       | BA     | 20º          | Barradão         | 0 (não possui)                             |

## Fórmula de disputa
Primeira FaseDisputada entre 6 de setembro e 21 de outubro, reuniu as 22 equipes divididas em dois grupos de onze, jogando em turno único dentro do grupo. Os oito primeiros de cada grupo classificavam-se para a segunda fase, os três últimos de cada grupo jogavam o Torneio de Rebaixamento.
Segunda FaseDisputada entre 28 de outubro e 9 de dezembro. Os 16 classificados foram divididos em dois grupos de oito, jogando em turno único apenas contra os clubes do outro grupo. Os pontos eram somados aos obtidos na fase anterior. Classificavam-se para a final o vencedor de cada grupo, na soma dos pontos das duas fases.
Torneio de rebaixamentoDisputado entre 28 de outubro e 14 de dezembro. Os seis clubes não classificados na primeira fase jogam entre si em dois turnos, sendo os quatro últimos rebaixados para a Série B no ano seguinte.
FinalDisputada em 16 de dezembro, entre o vencedor de cada grupo. Os dois finalistas enfrentam-se num máximo de dois jogos,  mas a equipe de melhor campanha em todo o campeonato tinha o direito de escolher o local do jogo de ida e só precisava de dois pontos (uma vitória ou dois empates) para ser campeã.

## Primeira fase
| Pos. | Clube               | UF                | Pts. | J  | V | E | D | GP | GC | SG |
| ---- | ------------------- | ----------------- | ---- | -- | - | - | - | -- | -- | -- |
| 01º  | Corinthians         | São Paulo         | 14   | 10 | 6 | 2 | 2 | 11 | 6  | 5  |
| 02º  | Botafogo            | Rio de Janeiro    | 11   | 10 | 4 | 3 | 3 | 10 | 8  | 2  |
| 03º  | Atlético Mineiro    | Minas Gerais      | 11   | 10 | 3 | 5 | 2 | 13 | 8  | 5  |
| 04º  | Náutico             | Pernambuco        | 10   | 10 | 4 | 2 | 4 | 16 | 16 | 0  |
| 05º  | Internacional-SP    | São Paulo         | 10   | 10 | 3 | 4 | 3 | 8  | 8  | 0  |
| 06º  | Flamengo            | Rio de Janeiro    | 10   | 10 | 3 | 4 | 3 | 6  | 7  | -1 |
| 07º  | São Paulo           | São Paulo         | 10   | 10 | 2 | 6 | 2 | 11 | 11 | 0  |
| 08º  | Internacional       | Rio Grande do Sul | 9    | 10 | 3 | 3 | 4 | 6  | 6  | 0  |
| 09º  | Guarani             | São Paulo         | 9    | 10 | 3 | 3 | 4 | 7  | 8  | -1 |
| 10º  | Atlético Paranaense | Paraná            | 9    | 10 | 2 | 5 | 3 | 9  | 10 | -1 |
| 11º  | Vitória             | Bahia             | 7    | 10 | 2 | 3 | 5 | 4  | 13 | -9 |

| Pos. | Clube         | UF                | Pts. | J  | V | E | D | GP | GC | SG |
| ---- | ------------- | ----------------- | ---- | -- | - | - | - | -- | -- | -- |
| 01º  | Palmeiras     | São Paulo         | 14   | 10 | 6 | 2 | 2 | 13 | 5  | 8  |
| 02º  | Vasco da Gama | Rio de Janeiro    | 14   | 10 | 5 | 4 | 1 | 14 | 7  | 7  |
| 03º  | Portuguesa    | São Paulo         | 11   | 10 | 3 | 5 | 2 | 12 | 7  | 5  |
| 04º  | Grêmio        | Rio Grande do Sul | 10   | 10 | 4 | 2 | 4 | 11 | 11 | 0  |
| 05º  | Goiás         | Goiás             | 10   | 10 | 4 | 2 | 4 | 10 | 12 | -2 |
| 06º  | Fluminense    | Rio de Janeiro    | 10   | 10 | 4 | 2 | 4 | 9  | 10 | -1 |
| 07º  | Cruzeiro      | Minas Gerais      | 10   | 10 | 3 | 4 | 3 | 8  | 8  | 0  |
| 08º  | Santos        | São Paulo         | 9    | 10 | 2 | 5 | 3 | 6  | 7  | -1 |
| 09º  | Sport Recife  | Pernambuco        | 8    | 10 | 3 | 2 | 5 | 9  | 12 | -3 |
| 10º  | Bahia         | Bahia             | 5    | 10 | 1 | 3 | 6 | 9  | 17 | -8 |
| 11º  | Coritiba      | Paraná            | 4    | 10 | 3 | 3 | 4 | 10 | 15 | -5 |

|  | Classificados para a segunda fase            |
|  | Classificados para o Torneio de Rebaixamento |

## Segunda fase
| Pos. | Clube            | UF                | Pts. | J  | V | E | D | GP | GC | SG |
| ---- | ---------------- | ----------------- | ---- | -- | - | - | - | -- | -- | -- |
| 01º  | São Paulo        | São Paulo         | 23   | 18 | 7 | 9 | 2 | 25 | 15 | 10 |
| 02º  | Botafogo         | Rio de Janeiro    | 22   | 18 | 9 | 4 | 5 | 20 | 16 | 4  |
| 03º  | Corinthians      | São Paulo         | 21   | 18 | 8 | 5 | 5 | 15 | 13 | 2  |
| 04º  | Atlético Mineiro | Minas Gerais      | 19   | 18 | 6 | 7 | 5 | 21 | 13 | 8  |
| 05º  | Flamengo         | Rio de Janeiro    | 19   | 18 | 6 | 7 | 5 | 16 | 13 | 3  |
| 06º  | Náutico          | Pernambuco        | 15   | 18 | 5 | 5 | 8 | 27 | 34 | -7 |
| 07º  | Internacional-SP | São Paulo         | 15   | 18 | 4 | 7 | 7 | 13 | 19 | -6 |
| 08º  | Internacional    | Rio Grande do Sul | 13   | 18 | 4 | 5 | 9 | 14 | 19 | -5 |

| Pos. | Clube         | UF                | Pts. | J  | V | E | D | GP | GC | SG  |
| ---- | ------------- | ----------------- | ---- | -- | - | - | - | -- | -- | --- |
| 01º  | Vasco da Gama | Rio de Janeiro    | 24   | 18 | 8 | 8 | 2 | 26 | 16 | 10  |
| 02º  | Cruzeiro      | Minas Gerais      | 23   | 18 | 9 | 5 | 4 | 23 | 14 | 9   |
| 03º  | Palmeiras     | São Paulo         | 22   | 18 | 8 | 6 | 4 | 21 | 13 | 8   |
| 04º  | Portuguesa    | São Paulo         | 20   | 18 | 7 | 6 | 5 | 21 | 13 | 8   |
| 05º  | Goiás         | Goiás             | 18   | 18 | 6 | 6 | 6 | 17 | 21 | -4  |
| 06º  | Grêmio        | Rio Grande do Sul | 17   | 18 | 6 | 5 | 7 | 19 | 19 | 0   |
| 07º  | Santos        | São Paulo         | 16   | 18 | 5 | 6 | 7 | 13 | 16 | -3  |
| 08º  | Fluminense    | Rio de Janeiro    | 14   | 18 | 5 | 4 | 9 | 15 | 25 | -10 |

|  | Classificados para a final |

## Torneio de repescagem
| Pos. | Clube               | UF         | Pts. | J | V | E | D | GP | GC | SG |
| ---- | ------------------- | ---------- | ---- | - | - | - | - | -- | -- | -- |
| 01º  | Vitória             | Bahia      | 10   | 8 | 4 | 2 | 2 | 10 | 7  | 3  |
| 02º  | Bahia               | Bahia      | 10   | 8 | 3 | 4 | 1 | 6  | 5  | 1  |
| 03º  | Atlético Paranaense | Paraná     | 10   | 8 | 2 | 6 | 0 | 9  | 3  | 6  |
| 04º  | Guarani             | São Paulo  | 7    | 8 | 2 | 3 | 3 | 8  | 10 | -2 |
| 05º  | Sport Recife        | Pernambuco | 3    | 8 | 0 | 3 | 5 | 3  | 11 | -8 |
| 06º  | Coritiba            | Paraná     | 4    | 0 | 0 | 0 | 0 | 0  | 0  | 0  |

|  | Rebaixados à Série B |

## Final
| 16 de dezembro de 1989 | São Paulo | 0 – 1 | Vasco da Gama | Morumbi, São Paulo Público: 71.552 Árbitro: Wilson Carlos dos Santos |
|                        |           |       | Sorato 50'    |                                                                      |

São Paulo: Gilmar; Netinho, Adílson, Ricardo Rocha e Nelsinho; Flávio, Bobô e Raí; Mário Tilico, Ney Bala e Edivaldo (Paulo César). Técnico: Carlos Alberto Silva.
Vasco: Acácio; Luiz Carlos Winck, Quiñonez, Marco Aurélio e Mazinho; Zé do Carmo, Marco Antônio Boiadeiro e Bismarck; Sorato, Bebeto e William. Técnico: Nelsinho Rosa.
- Como o Vasco tinha a melhor campanha, não foi necessário o segundo jogo.

## Premiação
| Campeonato Brasileiro de Futebol de 1989          |
| Rio de Janeiro                                    |
| ------------------------------------------------- |
| Club de Regatas Vasco da Gama Campeão (2° título) |

## Classificação final
| Tabela de classificação | Tabela de classificação | Tabela de classificação | Tabela de classificação | Tabela de classificação | Tabela de classificação | Tabela de classificação | Tabela de classificação | Tabela de classificação | Tabela de classificação | Tabela de classificação | Tabela de classificação |
| Time | Time                    | PG                      | J                       | V                       | E                       | D                       | GP                      | GC                      | SG                      |                         |                         |
| --- | ----------------------- | ----------------------- | ----------------------- | ----------------------- | ----------------------- | ----------------------- | ----------------------- | ----------------------- | ----------------------- | ----------------------- | ----------------------- |
| 1 | Vasco da Gama           | 26                      | 19                      | 9                       | 8                       | 2                       | 27                      | 16                      | 11                      |                         |                         |
| 2 | São Paulo               | 23                      | 19                      | 7                       | 9                       | 3                       | 25                      | 16                      | 9                       |                         |                         |
| 3 | Cruzeiro                | 23                      | 18                      | 9                       | 5                       | 4                       | 23                      | 14                      | 9                       |                         |                         |
| 4 | Botafogo                | 22                      | 18                      | 9                       | 4                       | 5                       | 20                      | 16                      | 4                       |                         |                         |
| 5 | Palmeiras               | 22                      | 18                      | 8                       | 6                       | 4                       | 21                      | 13                      | 8                       |                         |                         |
| 6 | Corinthians             | 21                      | 18                      | 8                       | 5                       | 5                       | 15                      | 13                      | 2                       |                         |                         |
| 7 | Portuguesa              | 20                      | 18                      | 7                       | 6                       | 5                       | 21                      | 13                      | 8                       |                         |                         |
| 8 | Atlético Mineiro        | 19                      | 18                      | 6                       | 7                       | 5                       | 21                      | 13                      | 8                       |                         |                         |
| 9 | Flamengo                | 19                      | 18                      | 6                       | 7                       | 5                       | 16                      | 13                      | 3                       |                         |                         |
| 10 | Goiás                   | 18                      | 18                      | 6                       | 6                       | 6                       | 17                      | 21                      | -4                      |                         |                         |
| 11 | Grêmio                  | 17                      | 18                      | 6                       | 5                       | 7                       | 19                      | 19                      | 0                       |                         |                         |
| 12 | Santos                  | 16                      | 18                      | 5                       | 6                       | 7                       | 13                      | 16                      | -3                      |                         |                         |
| 13 | Náutico                 | 15                      | 18                      | 5                       | 5                       | 8                       | 27                      | 34                      | -7                      |                         |                         |
| 14 | Inter de Limeira        | 15                      | 18                      | 4                       | 7                       | 7                       | 13                      | 19                      | -6                      |                         |                         |
| 15 | Fluminense              | 14                      | 18                      | 5                       | 4                       | 9                       | 15                      | 25                      | -10                     |                         |                         |
| 16 | Internacional           | 13                      | 18                      | 4                       | 5                       | 9                       | 14                      | 19                      | -5                      |                         |                         |
| 17 | Vitória (2)             | 17                      | 18                      | 6                       | 5                       | 7                       | 14                      | 20                      | -6                      |                         |                         |
| 18 | Bahia (2)               | 15                      | 18                      | 4                       | 7                       | 7                       | 15                      | 22                      | -7                      |                         |                         |
| 19 | Atlético Paranaense (2) | 19                      | 18                      | 4                       | 11                      | 3                       | 18                      | 13                      | 5                       |                         |                         |
| 20 | Guarani (2)             | 16                      | 18                      | 5                       | 6                       | 7                       | 15                      | 18                      | -3                      |                         |                         |
| 21 | Sport (2)               | 11                      | 18                      | 3                       | 5                       | 10                      | 12                      | 23                      | -11                     |                         |                         |
| 22 | Coritiba (1)            | 4                       | 10                      | 3                       | 3                       | 4                       | 10                      | 15                      | -5                      |                         |                         |
| Pts – pontos; J – jogos disputados; V - vitórias; E - empates; D - derrotas; GP – gols pró; GC – gols contra; SG – saldo de gols; AP - Aproveitamento |                         |                         |                         |                         |                         |                         |                         |                         |                         |                         |                         |

|  | |
|  | Vasco da Gama e Grêmio classificaram-se para a Taça Libertadores da América de 1990. O primeiro pelo fato do título brasileiro e o segundo pelo título da Copa do Brasil de 1989. |
|  | Vice-Campeão. |
|  | Eliminados na 2ª Fase. |
|  | Rebaixados para a Série B 1990. |

Negrito: Campeão Brasileiro
(1) O Coritiba não compareceu ao jogo contra o Santos e foi punido com a derrota por 1 a 0, a perda de mais 5 pontos e a eliminação sumária do campeonato.
(2) Com a eliminação do Coritiba, apenas 5 clubes disputaram o "torneio da morte", sendo rebaixados Atlético/PR, Guarani e Sport (mais o Coritiba). De acordo com o regulamento, a ordem de classificação dos últimos clubes leva em conta apenas o resultado deste torneio, mas os pontos indicados na classificação incluem os jogos da primeira fase

## Estatísticas

### Artilharia
| Gols | Jogador          | Equipe     |
| ---- | ---------------- | ---------- |
| 11   | Túlio            | Goiás      |
| 10   | Bizu             | Náutico    |
| 9    | Roberto Dinamite | Portuguesa |